# NCC-hallen
NCC-hallen är en sporthall i Timrå i Sverige. Den ligger intill Timrå isstadion och tennishallen. Här spelas Mid Nordic Indoor Cup (tidigare NCC-cupen) årligen. Hallen invigdes fredagen den 26 oktober 2007.